# جارم (ولد ربيع)

تعديل مصدري - تعديل

جارم هي إحدى قرى عزلة قيفه ال مهدي بمديرية ولد ربيع التابعة لمحافظة البيضاء، بلغ تعداد سكانها 65 نسمة حسب تعداد اليمن لعام 2004.